# Kiến trúc giải tỏa kết cấu

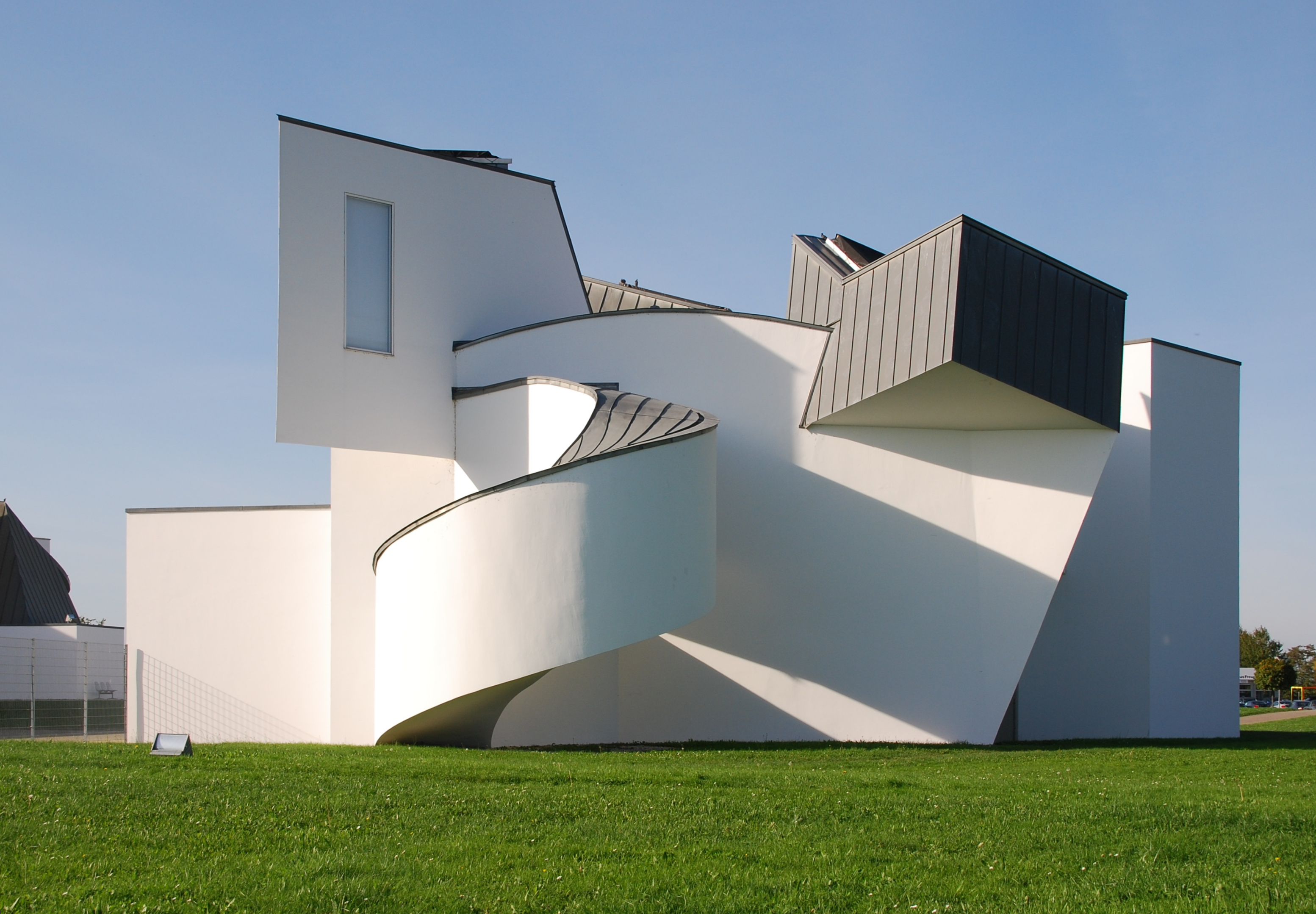
Vitra Design Museum ở Weil am Rhein (xây năm1989)

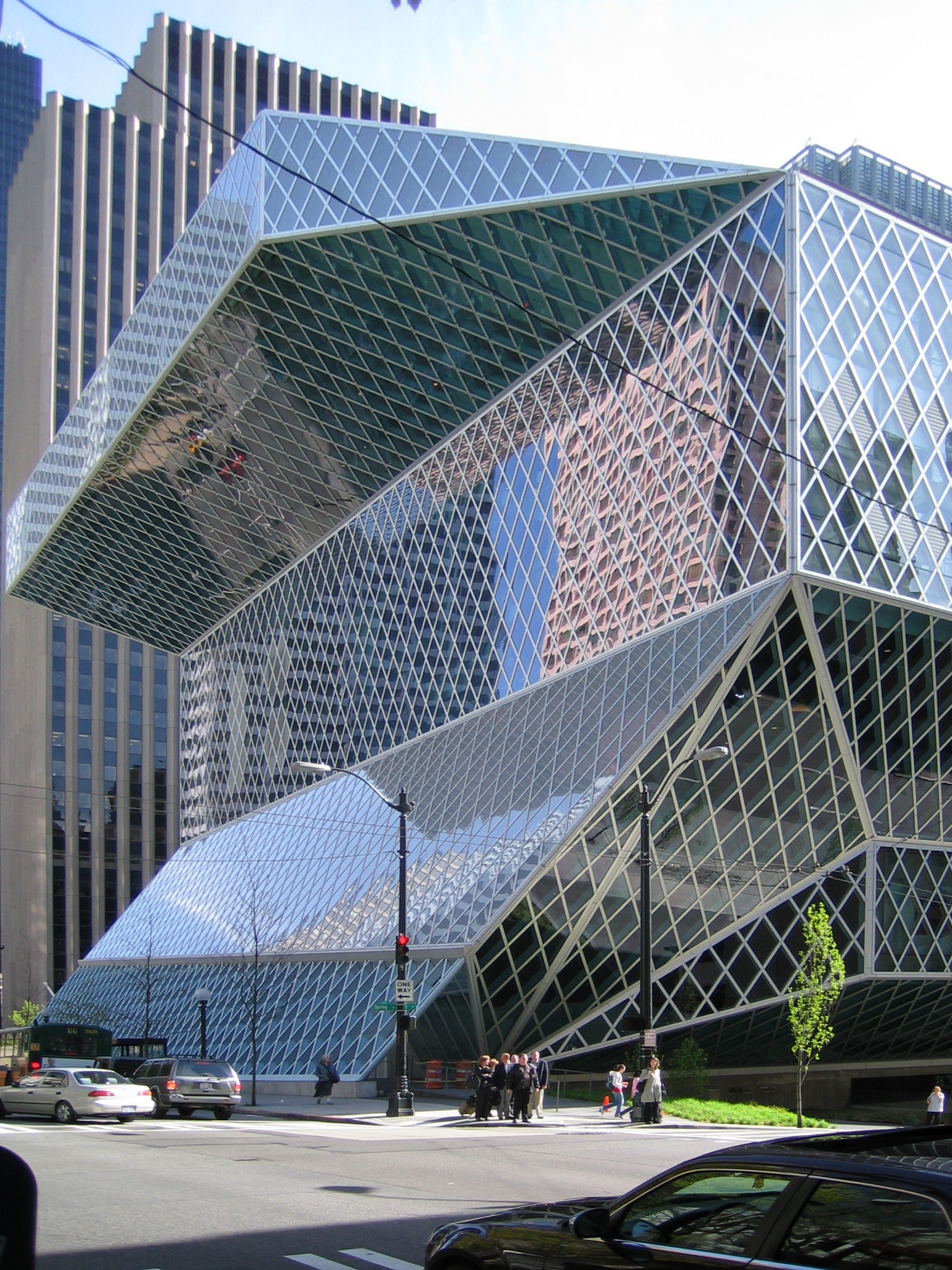
Seattle Central Library của (Rem Koolhaas và Joshua Prince-Ramus)

Kiến trúc giải tỏa kết cấu (deconstructivism) là một trào lưu kiến trúc mới phát triển sau thời kỳ Kiến trúc Hậu Hiện đại, tạo cảm tưởng cho người xem về một khu nhà đang bị phá hủy kết cấu. Tiêu biểu của kiến trúc này là sự bất cân đối, có vẻ lộn xộn, bất hài hòa gây nên cảm giác bất ổn định cho người xem, nhưng cũng gây ra nhiều thích thú vì sự mới lạ.

## Lịch sử
Căn nhà của Frank Gehry mà đã được tu bổ lại cuối thập niên 1970 được xem là một trong những căn nhà đầu tiên theo kiến trúc giải tỏa kết cấu. Năm 1988, trong một triển lãm tại Bảo tàng Nghệ thuật Hiện đại New York do Philip Johnson, Heiko Herden và Mark Wigley tổ chức, xu hướng thiết kế kiến trúc mới này chính thức được đặt tên. Trong cuộc triển lãm này có trưng bày các tác phẩm của các nhà kiến trúc như: Frank Gehry, Daniel Libeskind, Rem Koolhaas, Peter Eisenman, Zaha Hadid, Coop Himmelb(l)au và Bernard Tschumi.

## Kiến trúc tiêu biểu
- Bảo tàng Guggenheim Bilbao của Frank Gehry, 1991–1997
- Thế giới BMW của Coop Himmelb(l)au 2003-2007

## Hình ảnh

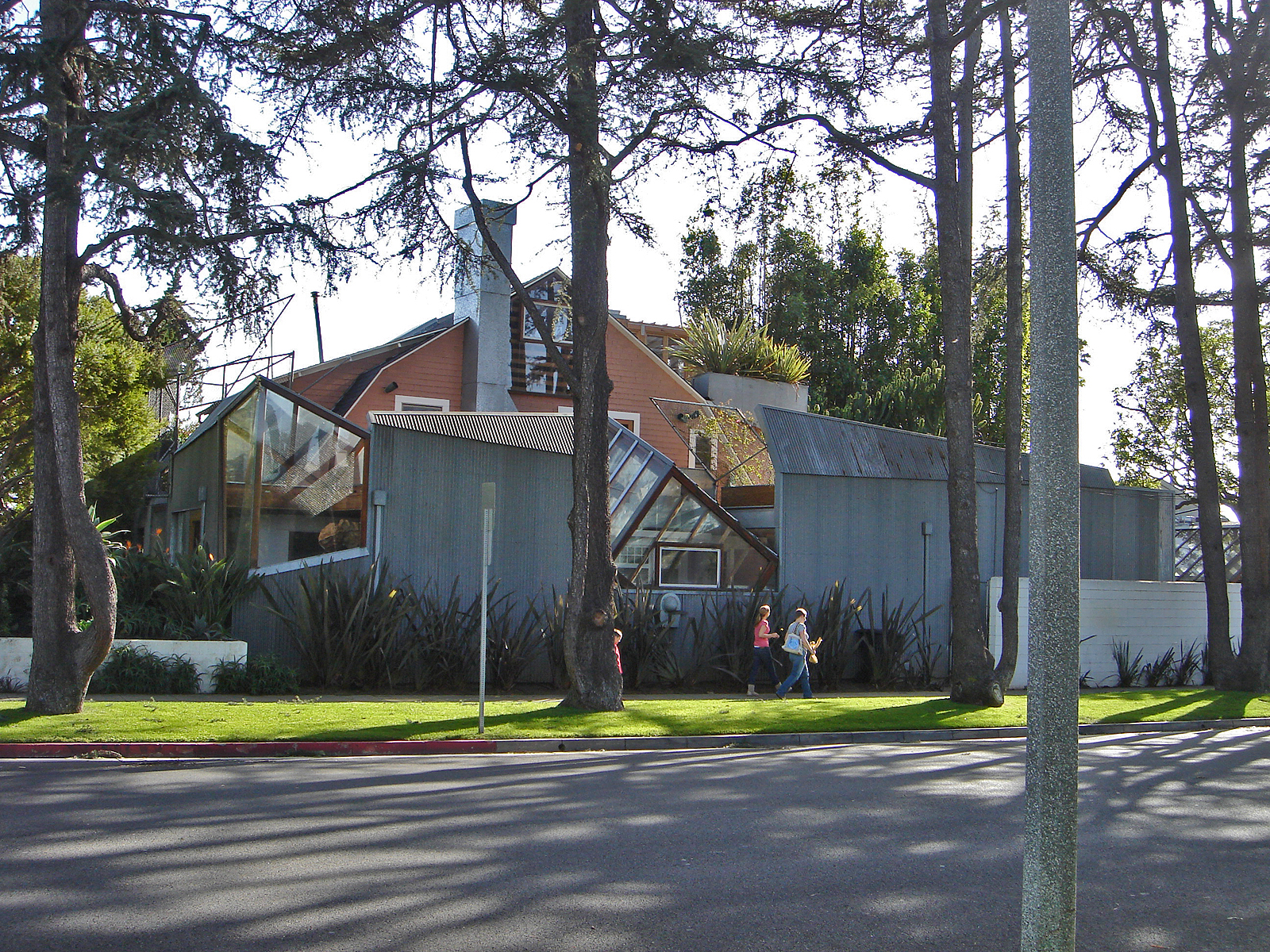
Ngôi nhà ở của Gehry, Santa Monica
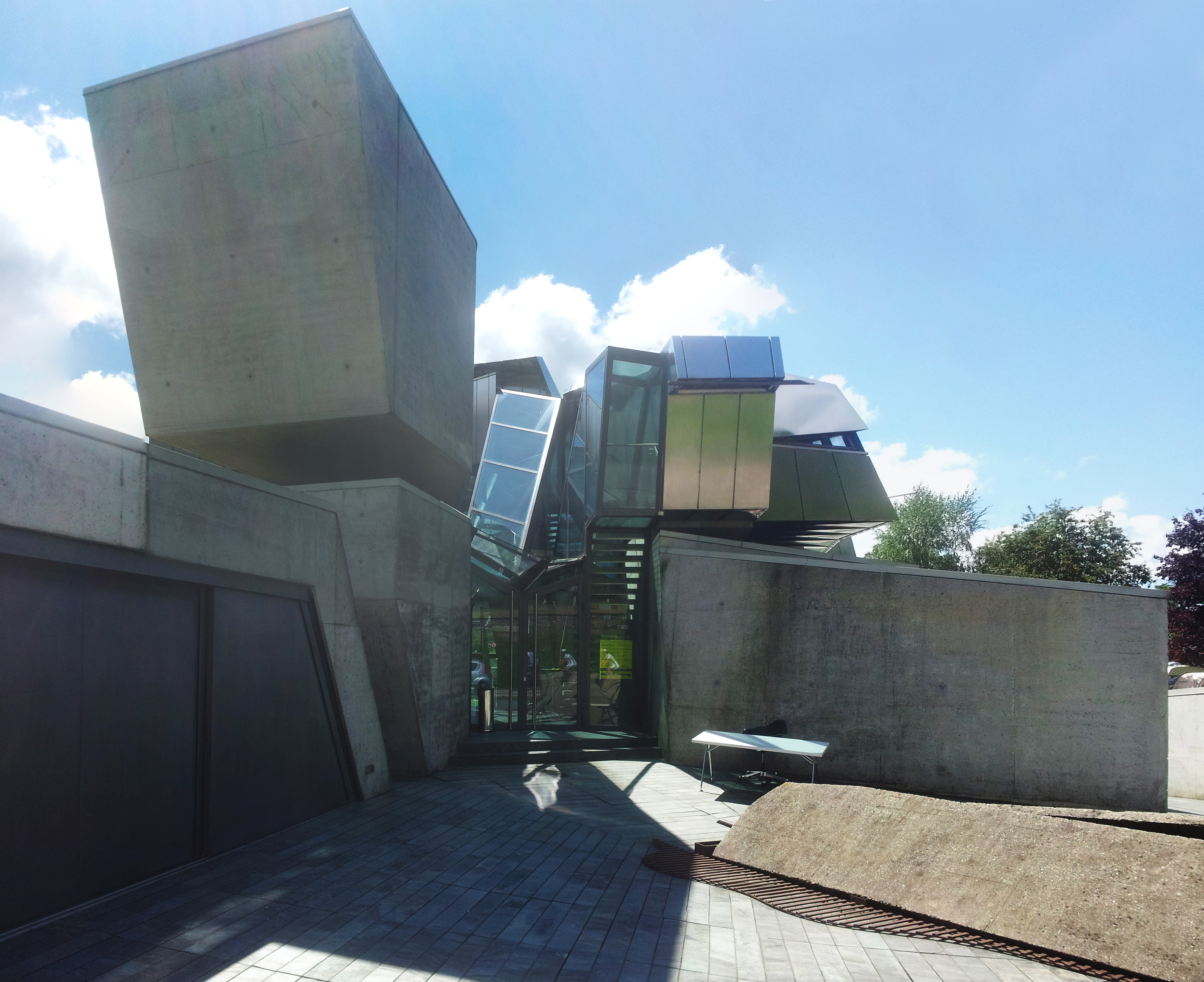
Nhà bằng đá của Günther Domenig tại Ossiachersee
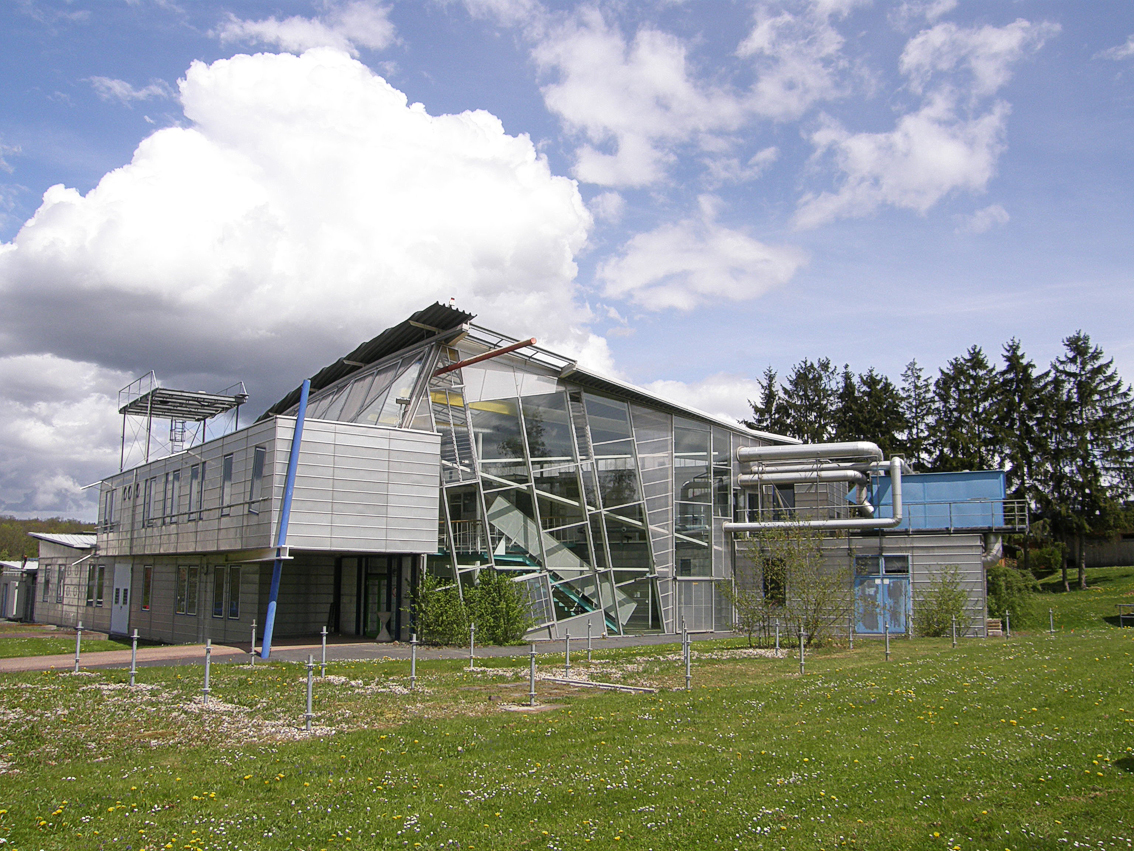
Nhà Hysolar, Universität Stuttgart
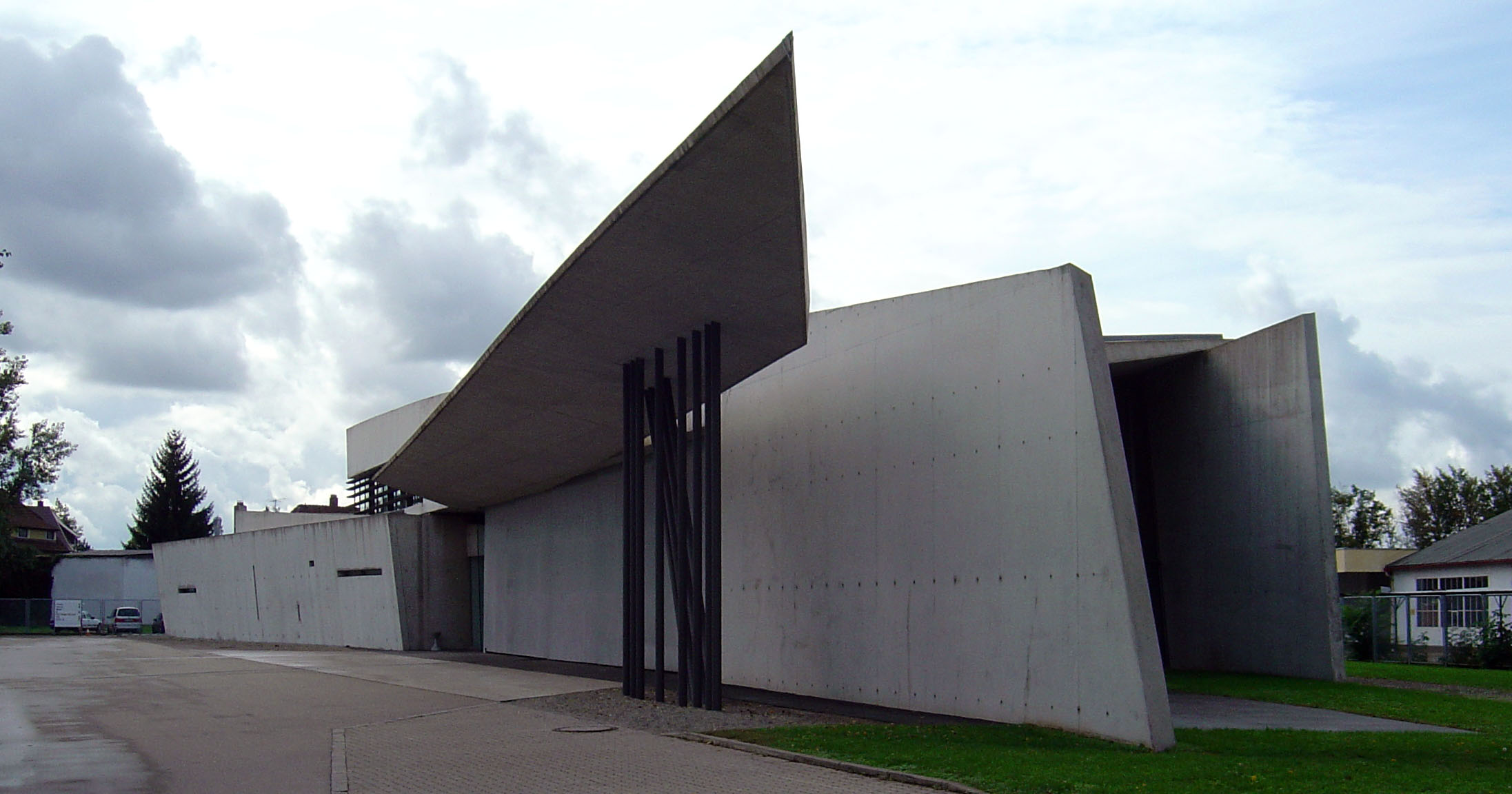
Nhà cứu hỏa của Vitra Design, Weil am Rhein
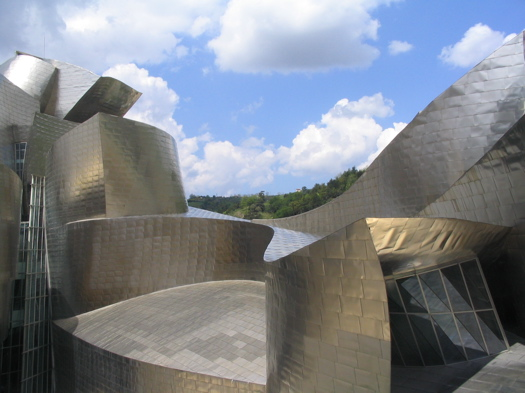
Bề mặt của Museo Guggenheim Bilbao (Frank Gehry - xây năm 1997)
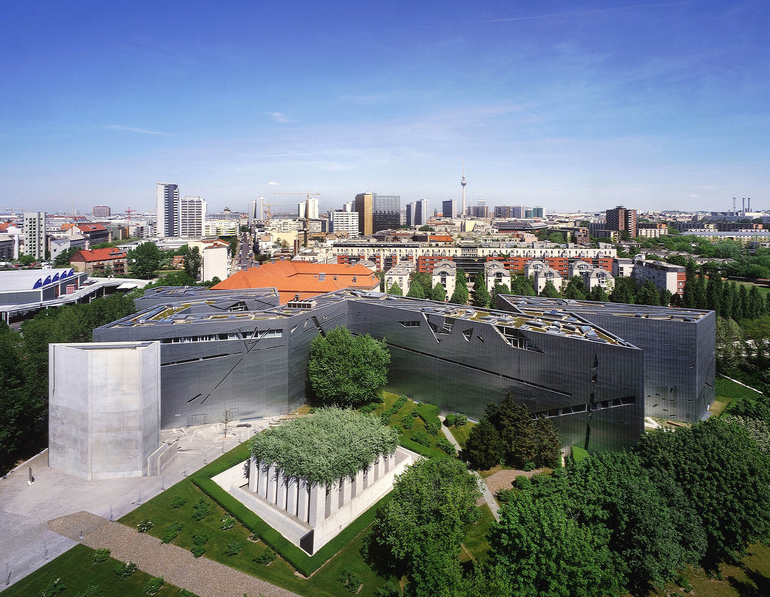
Bảo tàng viện Do Thái, Berlin
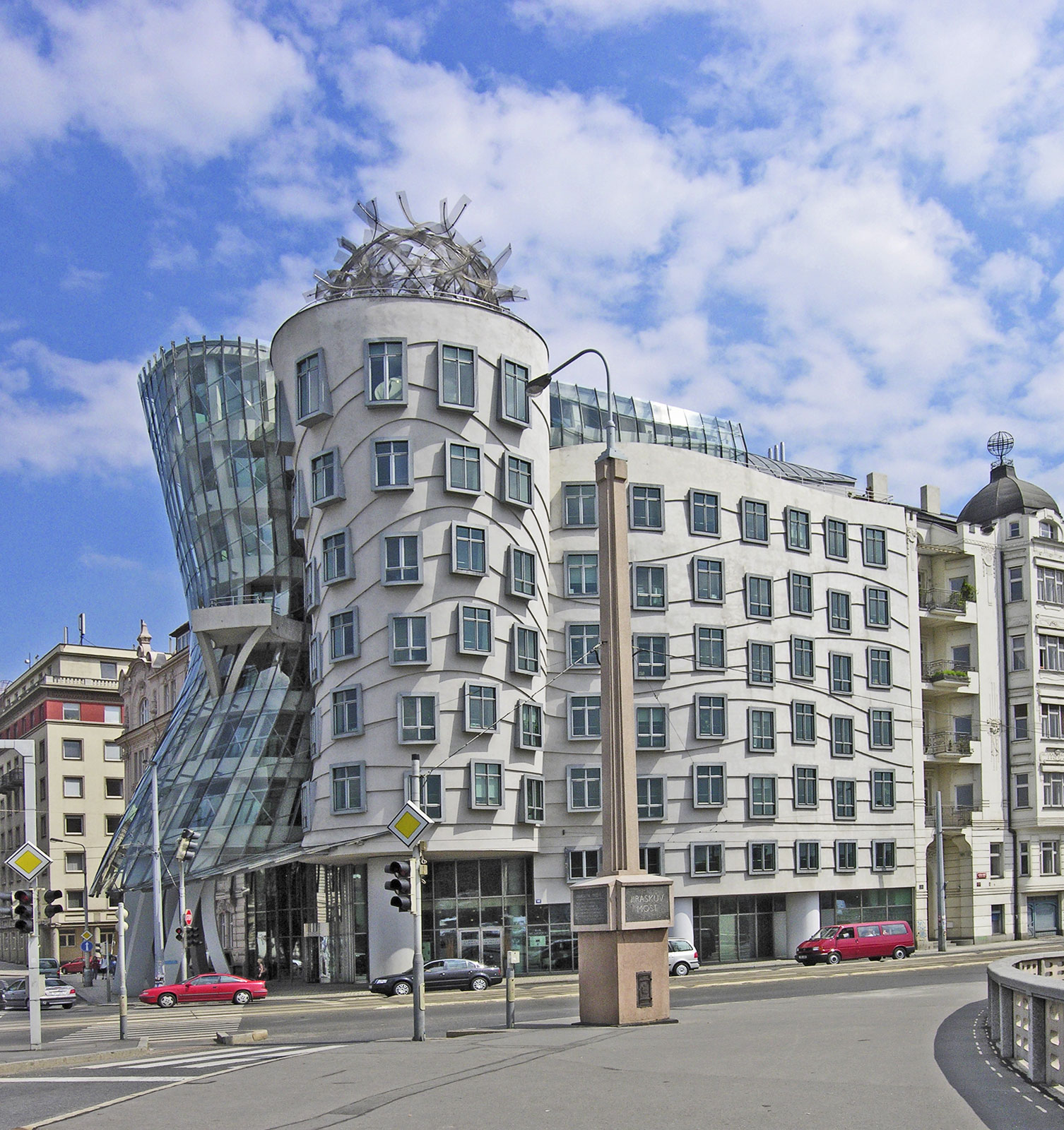
Tanzendes Haus, Prag (Milunić/Gehry)
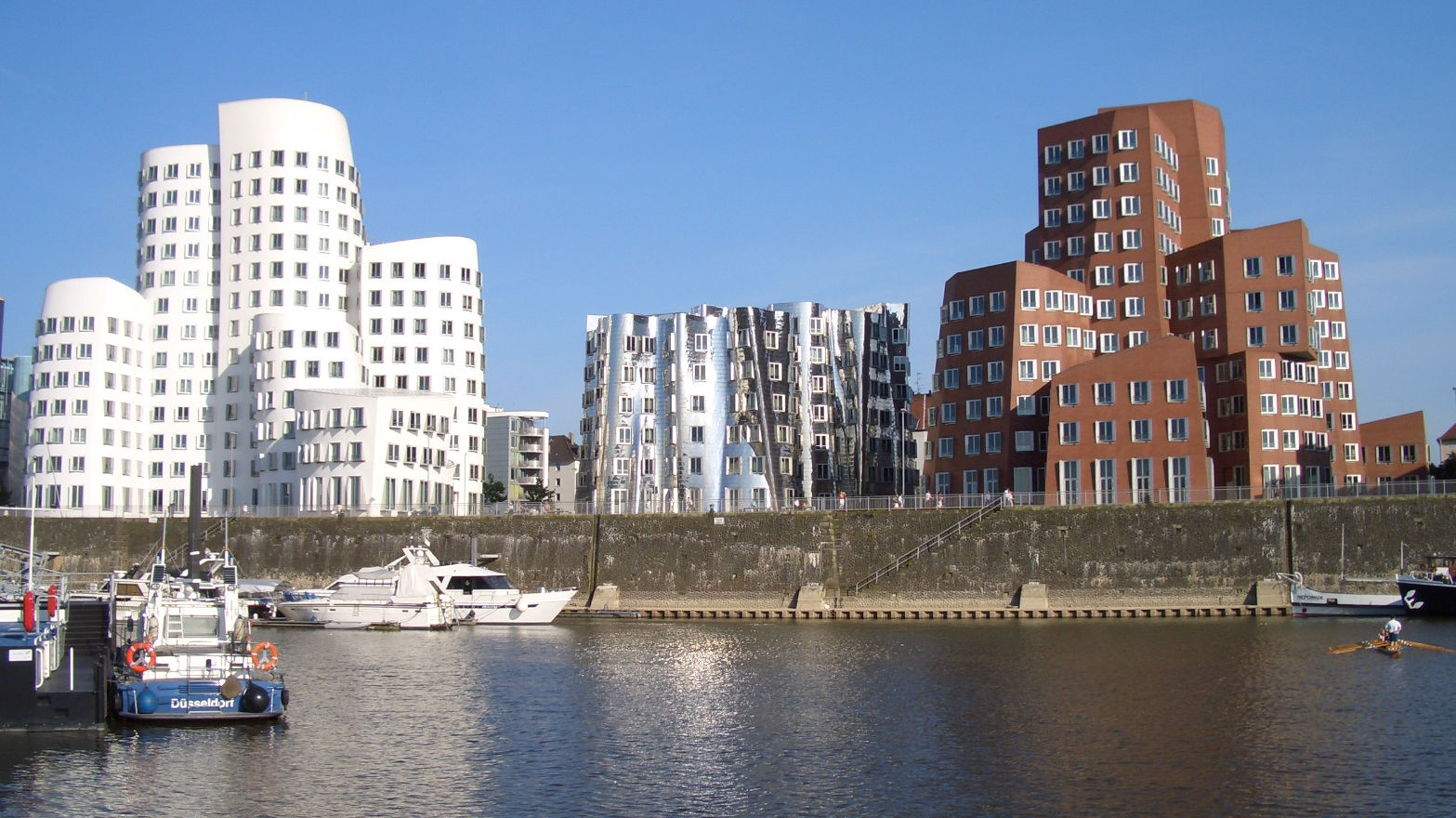
Neuer Zollhof, Düsseldorf
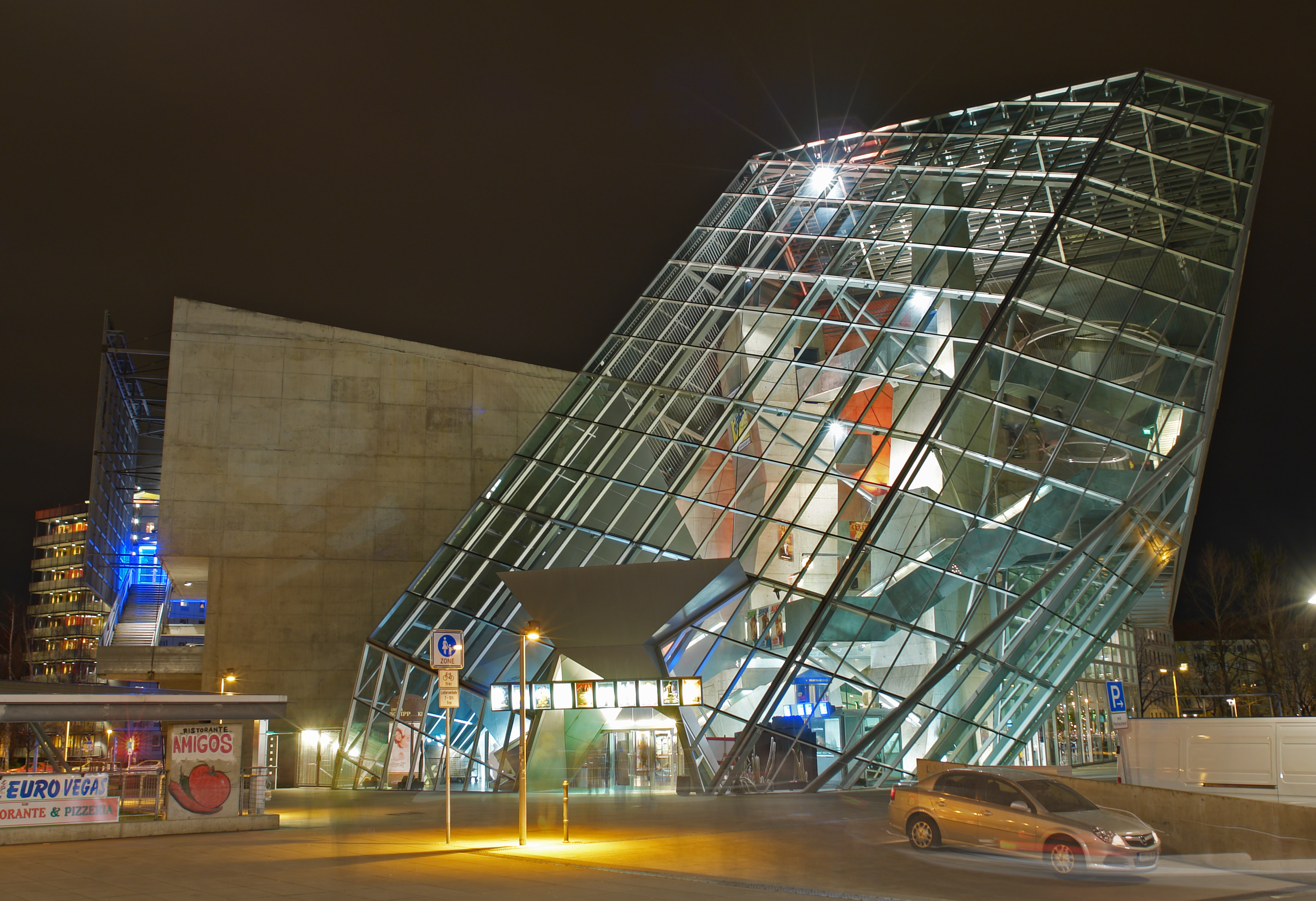
Ufa-Kristallpalast ở Dresden (Coop Himmelb(l)au - xây năm 1998)
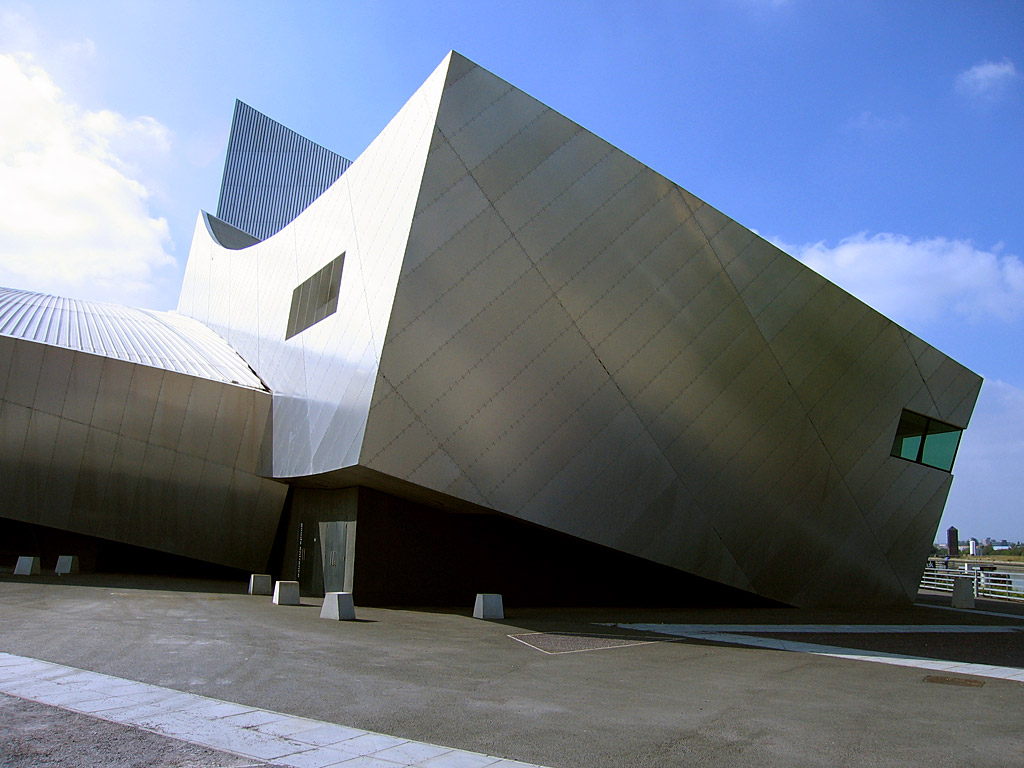
Imperial War Museum North của Libeskind ở Manchester
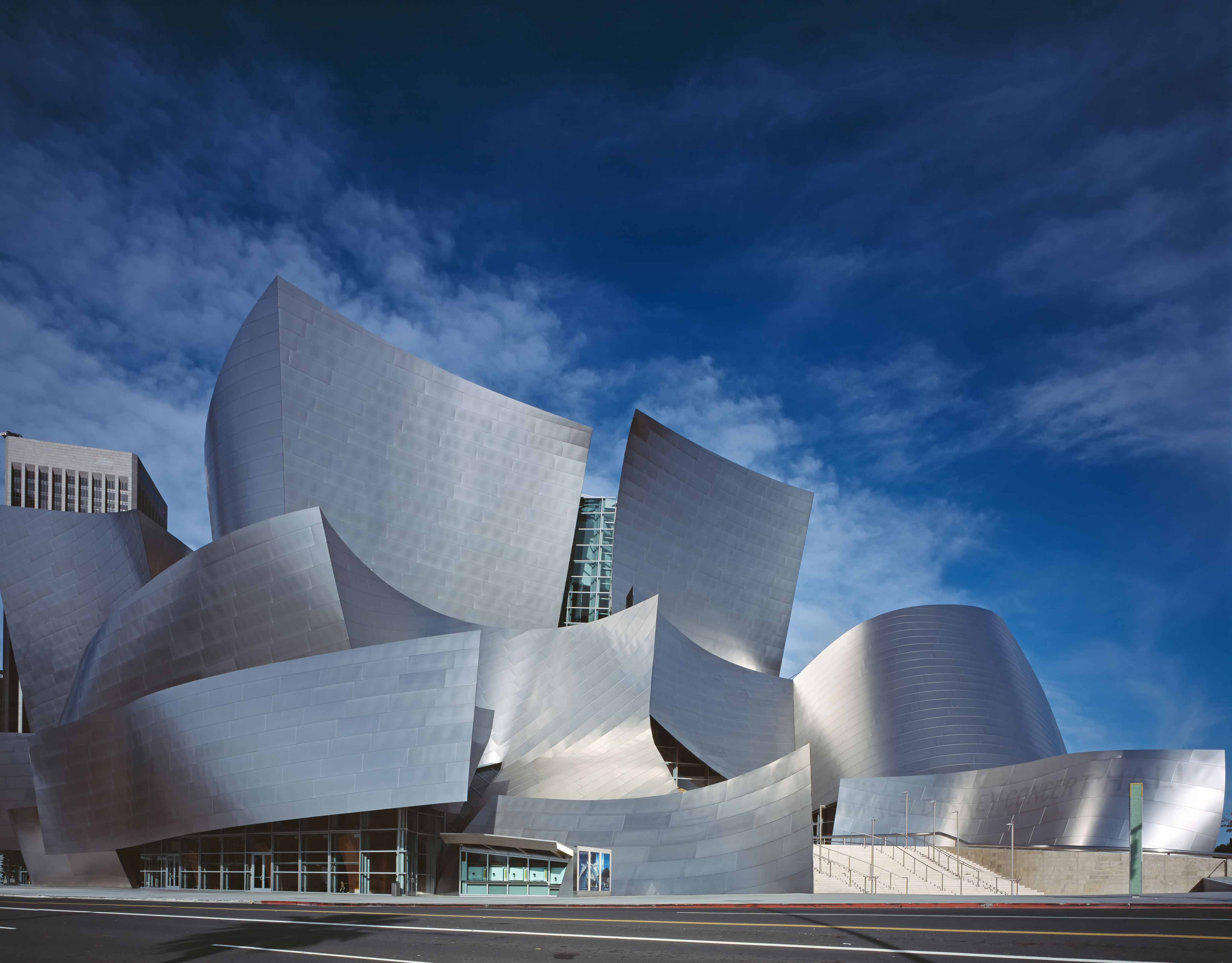
Walt Disney Concert Hall của Frank Gehry ở Los Angeles (xây năm 2003)
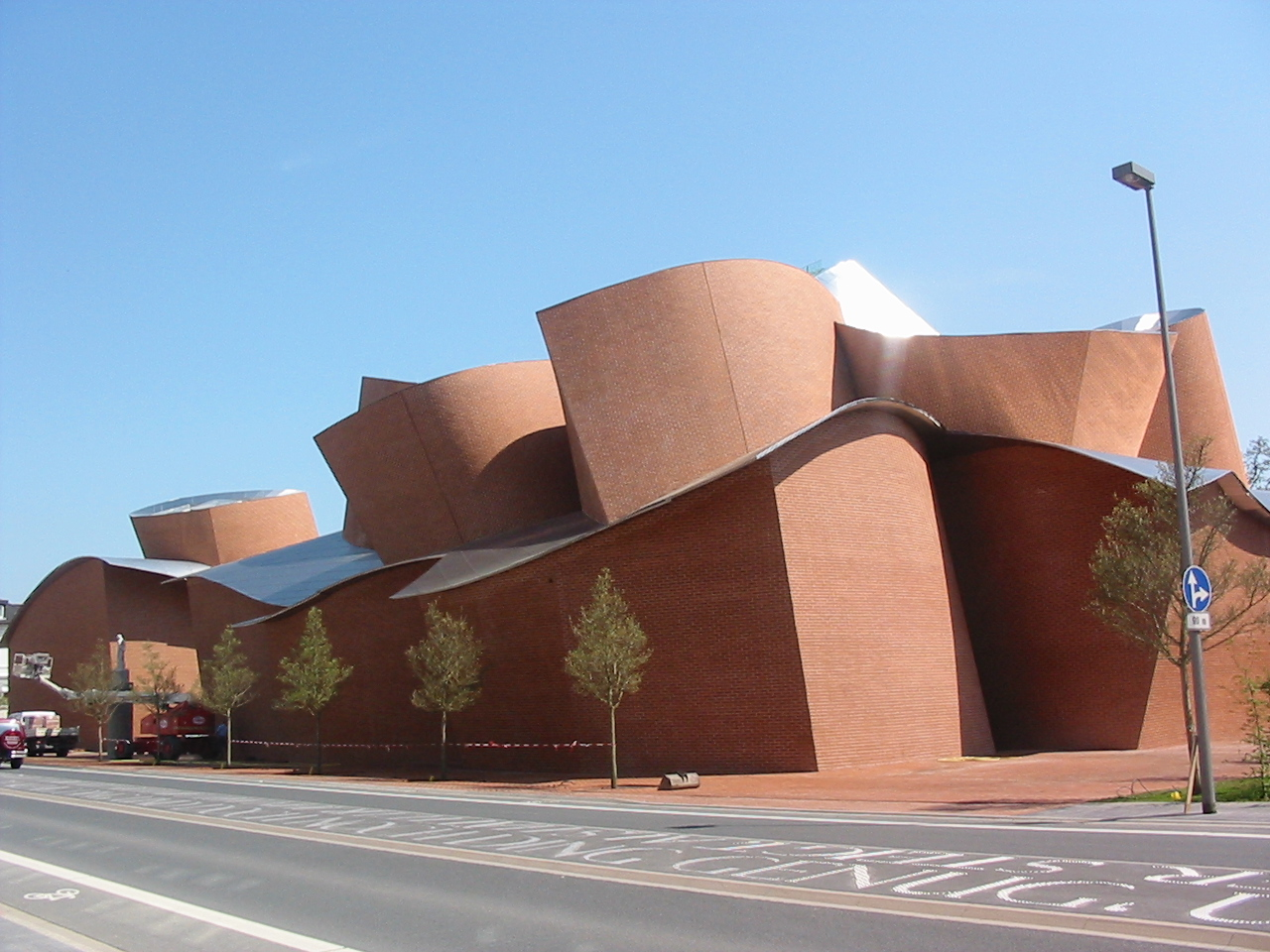
MARTa Herford
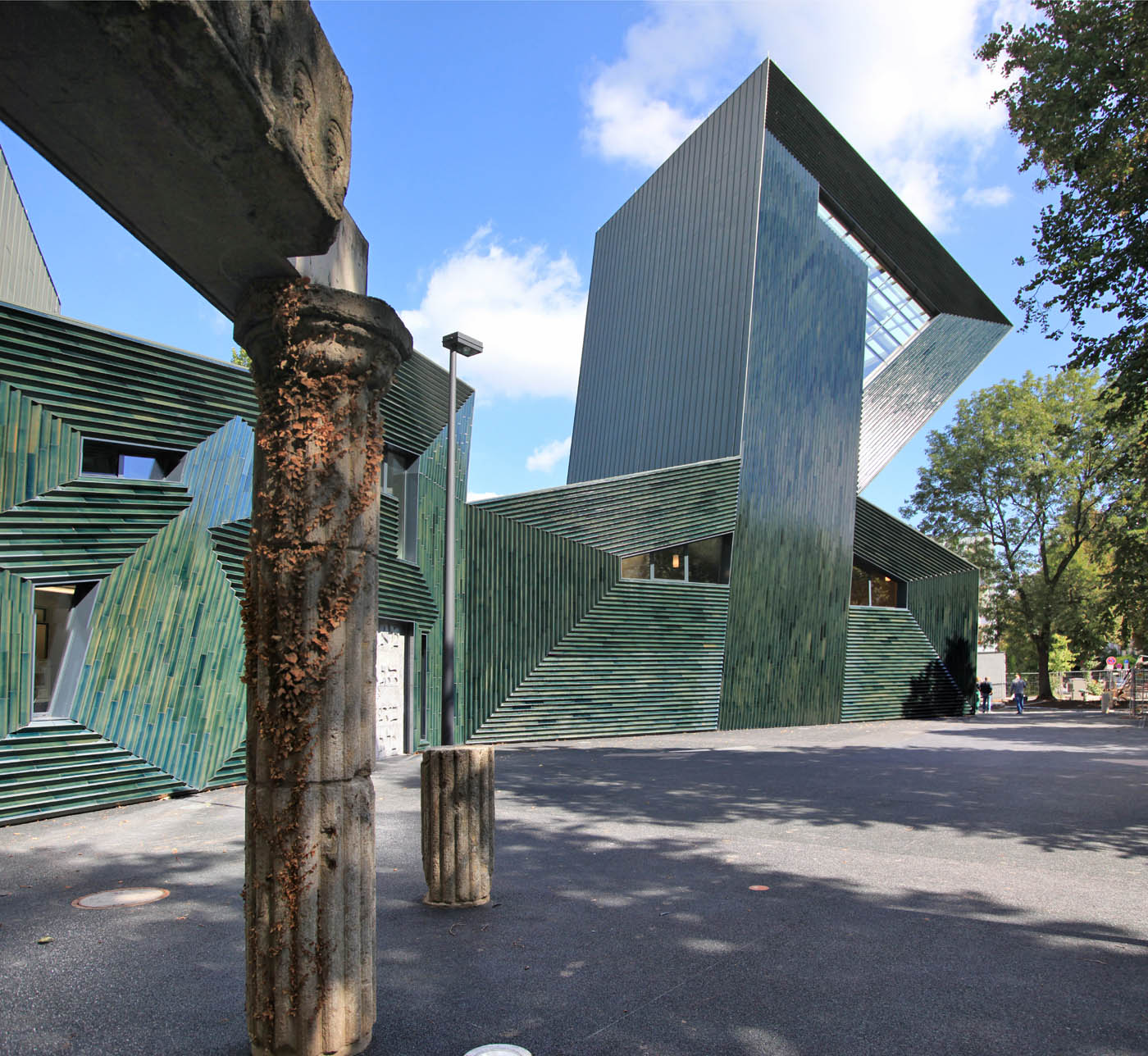
Nhà thờ Do Thái Mainz
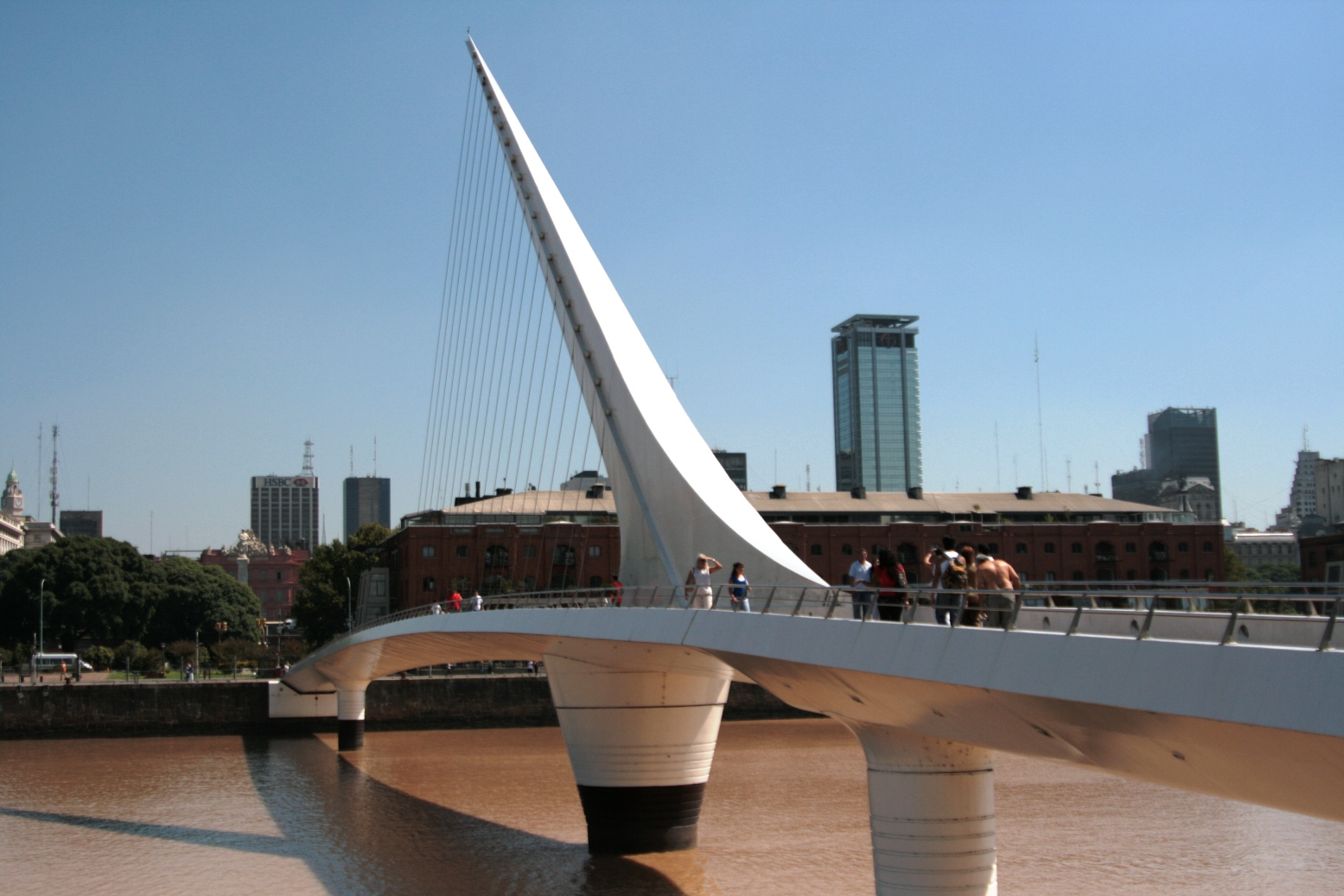
"Puente de la mujer" ở Buenos Aires (2001), Santiago Calatrava